# Clytia hemisphaerica
Clytia hemisphaerica är en nässeldjursart som först beskrevs av Carl von Linné 1767.  Clytia hemisphaerica ingår i släktet Clytia och familjen Campanulariidae. Det är osäkert om arten förekommer i Sverige. Inga underarter finns listade i Catalogue of Life.

## Bildgalleri

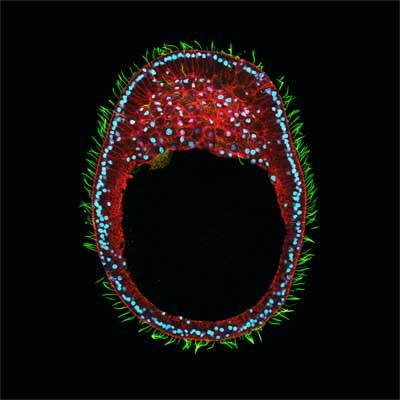
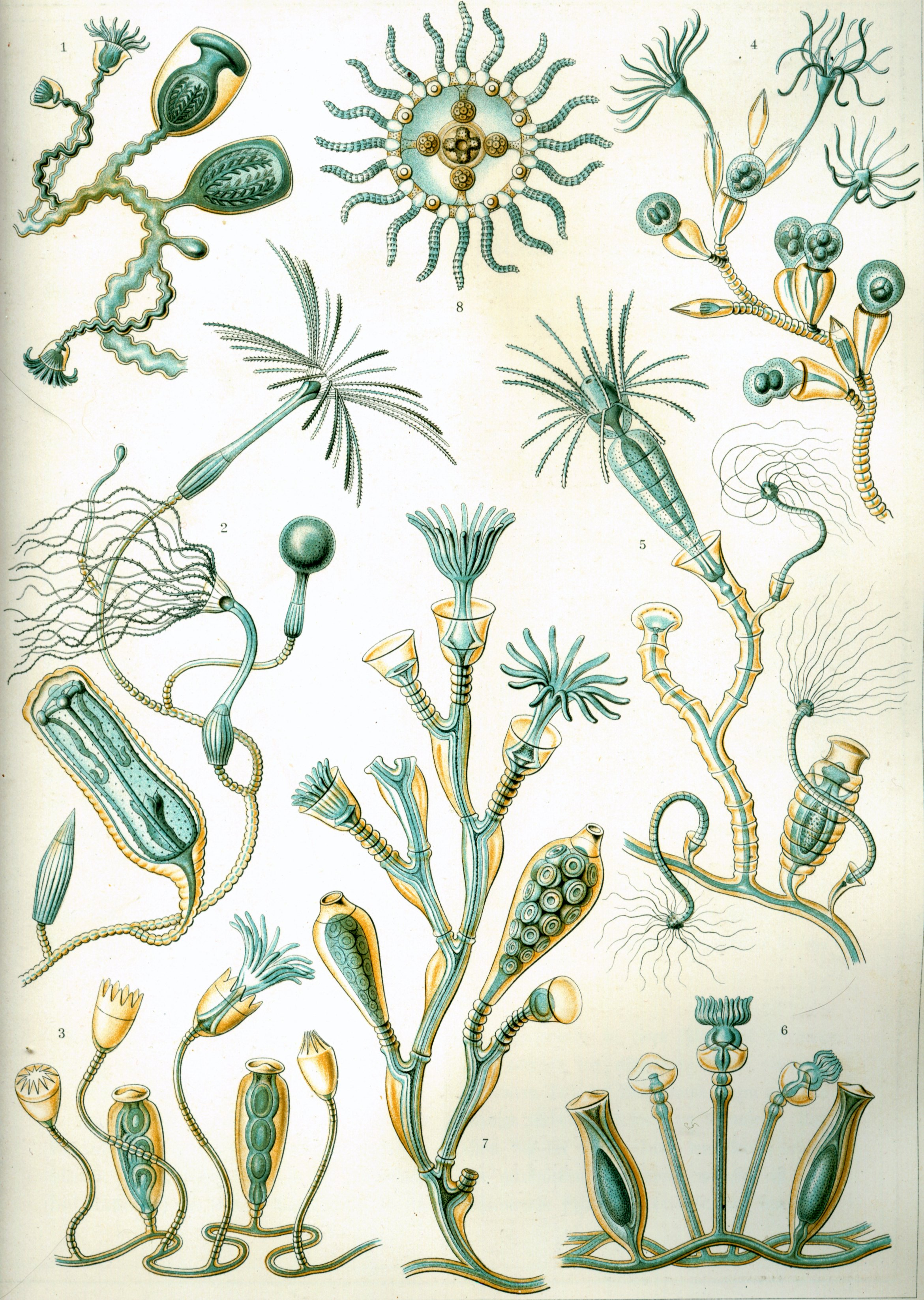